# Unanimated
Unanimated – szwedzki zespół grający muzykę death/black metalową. Został założony w 1988 w Sztokholmie.

## Dyskografia
Albumy studyjne
- In the Forest of the Dreaming Dead (1993)
- Ancient God of Evil (1995)
- In the Light of Darkness (2009)
- Victory in Blood (2021)

Minialbumy
- Annihilation (2018)

Albumy demo
- Rehearsal Demo 1990 (1990)
- Fire Storm (1991)

## Członkowie
Obecny skład
- Johan Bohlin – gitara (1988–1996, od 2007)
- Richard Cabeza – śpiew (1988–1991), gitara basowa (1990–1991, 1993–1996, od 2007)
- Micke Broberg – śpiew (1991–1996, od 2007)
- Anders Schultz – perkusja (od 2011)
- Jonas Deroueche – gitara (od 2016)

Byli członkowie
- Tim Strandberg – gitara basowa (1988–1990)
- Peter Stjärnvind – perkusja (1988–1996, 2007–2011)
- Chris Alvarez – gitara (1988–1990)
- Jonas Mellberg – gitara (1991–1996)
- Daniel Lofthagen – gitara basowa (1993)

Byli muzycy koncertowi
- Jocke Westman – instrumenty klawiszowe (1993)